# The Diary (J Dilla)
The Diary è il sesto album del produttore hip hop statunitense J Dilla, pubblicato postumo nel 2016 da Pay Jay e dalla Mass Appeal di Nas. Il disco era previsto originariamente per il 2002, prodotto tramite la MCA Records con il titolo Pay Jay. A differenza degli altri lavori postumi, The Diary raccoglie le performance vocali di J Dilla su produzioni di altri artisti, tra i quali Pete Rock, Hi-Tek, Madlib e Nottz.
Generalmente elogiato dalla critica specializzata, totalizza 73/100 su Metacritic.
| Recensione         | Giudizio |
| ------------------ | -------- |
| AllMusic           | [ 1 ]    |
| Q                  | [ 4 ]    |
| XXL                | [ 4 ]    |
| Pitchfork          | [ 4 ]    |
| PopMatters         | [ 4 ]    |
| The New York Times | [ 4 ]    |
| NME                | [ 4 ]    |
| The Guardian       | [ 4 ]    |
| Spin               | [ 4 ]    |

## Tracce
1. The Introduction – 3:16 – House Shoes, J Dilla (prod. agg.)
2. The Anthem (featuring Frank n Dank) – 2:47 – J Dilla
3. Fight Club (featuring Nottz & Boogie) – 2:24 – Waajeed
4. The Shining, Pt. 1 (Diamonds) (featuring Kenny Wray) – 2:53 – Nottz
5. The Shining, Pt. 2 (Ice) – 1:09 – Madlib
6. Trucks – 3:41 – J Dilla
7. Gangsta Boogie (featuring Snoop Dogg & Kokane) – 3:18 – Hi-Tek
8. Drive Me Wild – 2:23 – Karriem Riggins
9. Give Them What They Want – 2:28 – J Dilla
10. The Creep (The O) – 2:50 – Hi-Tek
11. The Ex (featuring Bilal) – 3:32 – Pete Rock
12. So Far – 2:17 – Supa Dave West
13. Fuck the Police – 2:34 – J Dilla
14. The Diary – 1:27 – Bink!

Tracce bonus su iTunes / nell'edizione giapponese
1. The Sickness (featuring Nas) – 2:38 – Madlib
2. The Doe – 2:15 – Supa Dave West

The Diary Limited Edition Bonus 45 LP
1. The Ex (Album Version) (featuring Bilal) – 3:32 – Pete Rock
2. The Ex (R&B Version) (featuring Bilal) – 3:32 – Pete Rock

## Classifiche settimanali
| Classifica (2016)         | Posizione massima |
| ------------------------- | ----------------- |
| Belgio (Fiandre)          | 133               |
| Regno Unito               | 111               |
| Stati Uniti               | 77                |
| US Independent Albums     | 7                 |
| US Tastemakers Albums     | 3                 |
| US Top R&B/Hip-Hop Albums | 6                 |
| US Top Rap Albums         | 5                 |
| US Vinyl Albums           | 2                 |